# Кабинетски комитет за безбедност
Кабинетски комитет за безбедност при Савету министара Републике Индије је надлежан за одлучивање о висини издатака индијске војске по питању одбране, о питањима везаним за националну безбедност и о именовањима на значајне функције.
Кабинетским комитетом за безбедност председава индијски премијер, а чланови су министар одбране, министар финансија, министар унутрашњих послова и министар спољних послова.